# Masato Tanaka
Masato Tanaka (田中将斗, Tanaka Masato) (né le 28 février 1973 à Wakayama) est un catcheur japonais, plus connu dans ses matchs hardcores à la Frontier Martial-Arts Wrestling au Japon et à l'Extreme Championship Wrestling aux États-Unis. Maintenant il catche à la ZERO1-MAX. Il est un ancien IWGP Intercontinental Champion et NEVER Openweight Champion.

## Carrière

### Frontier Martial Arts Wrestling (1993-2001)
Tanaka commence à s'entraîner au dojo de George etand Shunji Takano avant d'intégrer le dojo de la Frontier Martial-Arts Wrestling (FMW) dirigé par Atsushi Onita (en) et Tarzan Goto (en).

### Extreme Championship Wrestling (1998-2000)
Paul Heyman décide d'incorporer Tanaka dans sa fédération. Tanaka débute le 1er mars 1998 à Living Dangerously, en battant Doug Furnas. En juillet 1998 il reprend sa rivalité avec Awesome, qu'il bat à Heat Wave 1998.
Tanaka forme une équipe qui ne dura pas avec  Balls Mahoney, et à November to Remember le 1er novembre 1998, ils battent the Dudley Boyz pour remporter la ECW World Tag Team Championships. The Dudley Boyz reprenne leur titre 5 jours plus tard, et Tanaka retourne alors au Japon.
En 1999, il revient à la ECW, cette fois ci, il cible le titre ECW World Heavyweight Championship. Le 19 septembre à Anarchy Rulz, Taz, qui a quitté la ECW pour la WWF, défend son titre ECW World Heavyweight Champion contre Awesome et Tanaka dans un three way dance. Après tout juste 2 minutes, Taz est éliminé par les forces jointes de ses deux adversaires. Après un match très hardcore, Awesome porte le tombé sur Tanaka après un top-rope powerbomb pour ainsi devenir le nouveau ECW World Heavyweight Champion.
Tanaka fait face à Awesome pour le titre à November to Remember le 7 novembre, mais perd une nouvelle le match. Enfin, le 17 décembre 1999 à la ECW sur la TNN TV Taping à Nashville, Tennessee, il devient le premier ECW World Heavyweight Champion à ne pas être américain. Awesome reprend son titre la semaine suivante à  White Plains, New York le 23 décembre.
Dreamer et Tanaka joignent leurs forces pour battre à the Impact Players pour le ECW World Tag Team Championship le 26 février 2000, mais perdent face à Awesome et Raven le 4 mars 2000. Le départ d'Awesome pour la WWE signe l'arrêt de leur rivalité en avril 2000. Il retourne alors au Japon au milieu de l'année 2000.

### Retour au Japon (depuis 2000)
Tanaka continue alors de catcher pour la FMW, s'attaquant à Team No Respect. Après son départ de la FMW, Tanaka forme une écurie nommée the "Complete Players" avec les protégés de Fuyuki  Gedo et Jado. En janvier 2002, Tanaka forme une équipe surnommé "Emblem" avec Shinjiro Otani, qui remporte deux fois le titre NWA Intercontinental Tag Team. 
Le 6 mai, ils battent KAMIKAZE et Shinjiro Otani et remportent les NWA Intercontinental Tag Team Championship. 
Le 19 février 2017, il rejoint le groupe Voodoo Murders. Le 26 mars, il bat Kohei Sato et remporte le Zero1 World Heavyweight Championship pour la troisième fois.
Le 22 juin 2018, lui et Jiro Kuroshio battent Enfants Terribles (Shotaro Ashino et Kuma Arashi) et remportent les Wrestle-1 Tag Team Championship. Le 11 août, ils perdent les titres contre Koji Doi et Shūji Kondō.
Le 1 janvier 2021, il bat Hayato Tamura et remporte le Zero1 World Heavyweight Championship pour la cinquième fois.

### Retour aux États-Unis (2002-2006, 2014)
Le 9 novembre 2002, Tanaka catche pour le Ring of Honor à All Star Extravaganza show, faisant alors équipe avec Shinjiro Otani pour battre Steve Corino et Low Ki.
Le 12 juin 2005, Tanaka fait revivre sa rivalité avec Mike Awesome à la WWE au show ECW One Night Stand 2005. Il perd alors face à Awesome. Un an après, à ECW One Night Stand 2006, il perd face à Balls Mahoney. Et le 26 octobre 2007, Tanaka bat Takao Ōmori pour le AWA Superstars World Heavyweight Championship.
Lors du show Open The Ultimate Gate 2014 de la Dragon Gate USA, il bat Chris Hero.

### Pro Wrestling Noah (2003-2018)
Le 27 avril 2014, lui et Takashi Sugiura remportent le Global Tag League (2014) en battant Katsuhiko Nakajima et Naomichi Marufuji en finale. Le 31 mars, ils battent Maybach Taniguchi et Takeshi Morishima et remportent les GHC Tag Team Championship. Le 10 janvier 2015, ils perdent les titres contre TMDK (Mikey Nicholls et Shane Haste). 

### New Japan Pro Wrestling (2006-2013)
Lors de Dominion, lui, Takashi Iizuka et Tomohiro Ishii perdent contre Hiroyoshi Tenzan, Yuji Nagata et Wataru Inoue.
Lors de Destruction 2011, il gagne le IWGP Intercontinental Championship en battant MVP après un Slinding D. Lors de Power Struggle, il conserve son titre contre Hirooki Goto. Le 4 décembre, avec l'aide de Yujiro Takahashi, il conserve son titre contre MVP. Lors de Wrestle Kingdom VI, lui et Yujiro Takahashi perdent contre MVP et Shelton Benjamin. Lors de The New Beginning, Il perd son titre contre Hirooki Goto. Le 22 juillet, il perd contre Hiroshi Tanahashi et ne remporte pas le IWGP Heavyweight Championship. 
Le 15 novembre 2012, il entre dans le tournoi pour déterminer le premier NEVER Openweight Champion. Après des victoires sur Kushida, Taishi Takizawa et Tomohiro Ishii, il bat Karl Anderson en finale du tournoi et devient le premier NEVER Openweight Champion. Lors de Wrestle Kingdom 7, il conserve son titre contre Shelton Benjamin. Lors de Road To The New Beginning - Tag 2, il conserve son titre contre Tomohiro Ishii. Lors de Wrestling Dontaku 2013, il conserve son titre contre Tomoaki Honma. Lors de Destruction 2013, il perd le titre contre Tetsuya Naitō.

## Palmarès
- Cho Hanabi
  - 1 fois Bakuha-ō Tag Team Championship avec TARU (actuel)[26]

- Dramatic Dream Team
  - 1 fois KO-D Openweight Championship[27]
  - D-Oh Grand Prix (2020)[28]

- Extreme Championship Wrestling
  - 1 fois ECW World Heavyweight Championship
  - 2 fois ECW World Tag Team Championship avec Balls Mahoney (1) et Tommy Dreamer (1)

- Frontier Martial Arts Wrestling
  - 1 fois FMW Brass Knuckles Heavyweight Championship
  - 2 fois FMW Brass Knuckles Tag Team Championship avec Hayabusa (1) et Tetsuhiro Kuroda (1)
  - 1 fois FMW/WEW Hardcore Tag Team Championship avec Gedo
  - 2 fois FMW Independent Heavyweight Championship
  - 1 fois FMW/WEW 6-Man Tag Team Championship avec Gedo et Jadō
  - 4 fois FMW Street Fight Six-Man Tag Team Championship avec Hayabusa et Hisakatsu Ōya (1), Hayabusa et Kōji Nakagawa (1), Tetsuhiro Kuroda et Kōji Nakagawa (1) et Atsushi Onita et Hideki Hosaka (1)
  - 1 fois FMW/WEW World Heavyweight Championship

- HUSTLE
  - 1 fois Hustle Hardcore Hero Championship
  - Hustle King Hashimoto Memorial Six-Man Tag Tournament (2006) avec Tadao Yasuda et Shinjiro Otani

- Premier Wrestling Federation
  - 1 fois PWF Universal Tag Team Championship avec Shinjiro Otani

- Pro Wrestling WORLD-1 
  - 1 fois WORLD-1 Heavyweight Championship

- Pro Wrestling Expo
  - Continent Confrontation Tag Team League (2008) avec Daisuke Sekimoto

- Pro Wrestling Zero1
  - 1 fois AWA Superstars World Heavyweight Championship
  - 8 fois NWA Intercontinental Tag Team Championship avec Shinjiro Otani (2), Wataru Sakata (1), Zeus (1), Takashi Sugiura (1), James Raideen (1), Yuji Hino (1) et Takuya Sugawara (1)
  - 1 fois NWA United National Heavyweight Championship
  - 3 fois ZERO1 World Heavyweight Championship
  - Fire Festival (2006)
  - Fire Festival (2007)
  - Fire Festival (2008)
  - Fire Festival (2012)
  - Furinkazan (2011) avec Fujita Hayato
  - Furinkazan (2014) avec Takashi Sugiura
  - Tenkaichi Jr (2007)
  - Best Bout (2011)

- Pro Wrestling NOAH
  - 1 fois GHC Tag Team Championship avec Takashi Sugiura
  - Global Tag League (2014, 2015)  avec Takashi Sugiura

- New Japan Pro Wrestling
  - 1 fois IWGP Intercontinental Championship
  - 1 fois NEVER Openweight Championship
  - NEVER Openweight Championship Tournament (2012)

- Wrestle-1
  - 1 fois Wrestle-1 Tag Team Championship avec Jiro Kuroshio

## Récompenses des magazines
- Pro Wrestling Illustrated

| Année | 1997 | 1998 | 1999 | 2000 | 2001 | 2002 | 2003 | 2004 | 2005 | 2006 | 2007       | 2008 | 2009 | 2010 | 2011 | 2012 | 2013 | 2014 | 2015 | 2016 | 2017 | 2018 | 2019 | 2020 | 2021 | 2022 | 2023 | 2024 |
| ----- | ---- | ---- | ---- | ---- | ---- | ---- | ---- | ---- | ---- | ---- | ---------- | ---- | ---- | ---- | ---- | ---- | ---- | ---- | ---- | ---- | ---- | ---- | ---- | ---- | ---- | ---- | ---- | ---- |
| Rang  | 194  | 95   | 86   | 21   | 58   | 91   | 147  | 100  | 239  | 100  | Non classé | 89   | 144  | 143  | 166  | 203  | 193  | 141  | 218  | 352  | 271  | 239  | 285  | 118  | 154  | 142  | 361  | 263  |